# アンシャントロマン 〜Power of Dark Side〜
『アンシャントロマン 〜Power of Dark Side〜』（アンシャントロマン パワー オブ ダーク サイド、略称：アンロマ、トロマン）は、1998年4月23日に日本システムより発売されたPlayStation用ロールプレイングゲーム。

## 概要
ムービーからフィールドまで3Dで表現されており、音声も声優による肉声を採用したRPG。
1997年に発売されて大ヒットした『ファイナルファンタジーVII』を意識したような要素を持つ作品であるが、グラフィック、サウンドの難を始めとして数多くの問題点を抱えているため、商業ゲームとしての完成度の低い作品として評価されている。
開発には『アマランス』シリーズで知られる風雅システムが関わっており、プロデューサーは風雅システム社長の浦城延通、グラフィックは楓牙、音楽は松本達哉（いずれも当時の風雅システム社員）が担当していることになっている。なお、本作の制作者と言うことになっている楓牙によると、「日本システム」は『アンシャントロマン』を製作するために設立された会社で、開発メンバーは全員ゲームを作ったことがない素人だったとのこと。風雅システムの社長が日本システムの役員を兼任していたため、開発後半になって風雅システム社員がヘルプとして駆り出されたが、エンドロールに名前がみられる風雅システムの社員はほとんど何もしておらず、最終的に楓牙ひとりが残って開発の尻ぬぐいをさせられたという。そのため、本作を風雅システムが作ったと思われるのは心外とのこと。
BGMはサウンドトラック版と実際のゲーム内に収録されたものとではキーが異なる。
またゲーム発売前にはラジオ用CMが作成されており、そのナレーションを鈴置洋孝が行っていた。

## あらすじ
奴隷の身から自由を勝ち得たカイ・オルフェアスは、かつてハインローグ城で召使をしていた老人の遺言により、自らの出自を知るための旅に出る。

## 登場人物
カイ・オルフェアス
声：高橋直純
本作の主人公。元々は作中に登場する国家「ハインローグ王国」の王子だったが、生まれたばかりの時にゴブリンがハインローグ城を襲撃。母である王妃マリナから引きはがされ辺境の鉱山の村まで連れていかれ、17年間奴隷として鉱山を採掘させられていた。
ミシリア・アルマイヤー
声：中山真奈美
ヒロイン。
バーク・シュワルツ
声：野村広一
大男。
ファラ・ミスチル
声：森本まり子
フェアリー。
ミーナ・エルノロア
声：西村由美子
エルフ。
マクロード・エッシャー
声：鮫沢祐二
傭兵。
サリナ・ジェナトス
声：中島沙樹
女剣士。
バロア・カイト
声：斎藤規
船乗り。

## 評価
発売直後のゲーム雑誌での評価は非常に低く、当時の「ファミ通クロスレビュー」では40点中21点を記録し、同号内レビュー作品の中では2番目の低得点を与えられた。
他の誌面レビューにおいても、電撃PlayStationの「DPSソフトレビュー」で100点中平均47.5点とこちらも2番目に低く、ザ・プレイステーション98年5月8日号の「ザ・プレ流PSソフト品評会」に至っては300点中75点と、ひときわ低い点数を付けられている。
各誌レビュー文の具体的な文面は以下の通りで、非常に多くの要素に対しての問題点および全体を見ての完成度の低さを指摘されている。
- ファミ通：「キャラの動きのぎこちなさ」「ぎくしゃくした操作感＆戦闘」「武器の攻撃力上昇量や魔法の消費MPが表示されない」「村や町でのキャラや扉が小さすぎて操作しづらい」「RPGの基本部分がイマイチ」「ゲームが全体的にアンバランスでもったいない出来」
- 電撃PlayStation：「移動速度が遅く建物もスムーズに出来ず、動くだけでストレスが溜まる」「敵の強さが極端で戦闘バランスはもう一歩」「のっぺりしたポリゴンキャラや戦闘時の耳障りなSE」「頻繁に長く読み込み時間が入る」「他のRPGに比べて見劣りする点が多いのは否めない」
- ザ・プレイステーション：「ストーリーは極めて強引に進んでいきオリジナル性に乏しい」「戦闘シーンは各キャラグラが荒く動きもヘン」「ショボいグラフィックやサウンドで戦闘シーンが終わっている」「町中で扉に触れる際の判定も悪く反応しない事も」「イベントが長くなかなか戦闘出来ない」「今のユーザーを満足させることは出来ないかも」

また、発売から20年が経ってからの評価のひとつとして、『プレイステーションクソゲー番付』の1コーナー「プレステ カオスゲーム番付」にて以下の内容の記事が掲載されている。
- PCゲーム『アマランス』などを開発した風雅システムが本作の開発を担当したことに触れ、「随所にみられる80年代PCゲームライクな仕様が積み重なった結果、家庭用ゲームとしては完全なクソゲーになってしまった」と分析している。
- プレステ登場から約4年間経過した時期に在って時代遅れな3D技術。記事内では「古臭い雰囲気もアラフォー、アラフィフ世代のゲーマーなら懐かしく遊べるかもしれないが…」と揶揄されている。
- 特に顕著な問題点として「街の広さの大小にかかわらず、必ず町全体が1画面で表示されるという不親切なフィールド表示。広い街だと主人公や街の住人が小さくなりすぎて、プレイしづらくなってしまう」と評している。

同書の別コーナーで、各レビュアーがPSゲームソフトを5本ピックアップする「ゲーム好き有名人たちが語る 想い出のプレイステーション クソゲーランキング」では、サカモト教授が本作を3位に挙げたうえで以下の評価を残している。
- "ancient" を「アンシャント」と読んでしまいそのままタイトルにしてしまったという、情けない経緯を持つ作品。
- 「FFⅦ」の1年後の発売にも拘わらず、どことなく前衛的な音楽と前時代的なパンチのある3D描写からは、さながらRPG界のフリージャズのようなものを感じた。
- 通貨単位が「ガメ」だったり御臨終を「ごりん終」と表記したりと、文字要素でもパワー爆発している。

しかし、上記の発売当時のゲーム雑誌レビューにおいては少なくともムービーの出来は一定の評価がされており、ファミ通では「演出、ムービー的にも大健闘してるとは思う」「CGムービーはわりと力が入ってると思う」、ザ・プレイステーションでは「唯一見られるところは所々に入るポリゴンのムービーだけと思われる」など、ムービーに触れる内容の評価は比較的好意的なレビューが占めている。